# Peter Oskarson
Peter Otto Henning Oskarson, född 13 juni 1951 i Stockholm, är en svensk teaterregissör, skådespelare och tidigare teaterchef. 

## Biografi
Oskarson bedrev teaterstudier för Dag Westberg och fick sin skådespelarutbildning på Statens scenskola i Stockholm 1971-73. Därefter följde registudier för Rudolf Penka, Wolfgang Heinz och Giorgio Strehler.
Oskarson var konstnärlig ledare för Teater 7 1965-1969, Skånska Teatern 1973-1982, Folkteatern i Gävleborg 1982-1990 och 1997-2006, Orionteatern 1993-2000 samt Stiftelsen Helsingegården 1990-2004. Arbetet på Skånska Teatern i Landskrona med fortsättning i Gävle och på Hälsinglands Träteater gjorde honom till ett känt och uppmärksammat regissörsnamn både inom och utanför Sverige. Genom sin starkt visuella, engagerade folkteaterform skapade han i samverkan med många sedermera namnkunniga svenska skådespelare som Rolf Lassgård, Peter Haber och Pernilla August en egen riktning inom teatern. Sitt stora genombrott som regissör fick han med den prisbelönta uppsättningen av Bertolt Brechts drama Galileis liv, här med titeln Jorden rör sig! Historien om Galileis liv (1980) och med Sven Wollter som Galileo Galilei på den nystartade, experimentella Angereds teater. Storprojekt som heldagsprogrammen På jorden knappt leva vi få med tre pjäser av Rudolf Värnlund i Landskrona 1982 och Den stora vreden i nedlagda Valsverket i Iggesunds Bruk 1988 väckte sedan mycket uppmärksamhet. I Hälsingland fördjupade han under flera år teaterarbetet med kollektivt forskningsarbete i teaterns form och innehåll. Influenser till uppsättningarna hämtades bland annat från kinesisk och indisk teatertradition.

### Manifest-striden vid Göteborgs stadsteater
I samband med Brecht-uppsättningen på Angereds teater skapade han 1980 tillsammans med teatervetaren Tomas Forser och regissören Ragnar Lyth det då uppmärksammade "Manifestet" om hur Göteborgs stadsteater skulle förvandlas till en "konstnärlig teater" och att teaterchefen Mats Johansson skulle delegera den konstnärliga ledningen till trojkan under tre år. Teatern skulle utvecklas till en nytänkande, konstnärlig, samhällsnära och folkbildningsorienterad form av teater, som skulle kombinera den progressiva fria teatergruppens engagemang med institutionsteaterns stabila organisation och resurser.
"Manifestet", som var en arbetsskrift för internt bruk, ledde till en omfattande strid och läckte ut och publicerades i massmedia. Detta resulterade i en hetsig debatt och stämning av tidningarna inför domstol för brott mot upphovsrätt. Saken gick ända upp till Högsta domstolen, där Oskarson 1985 fick rätt och Karl Beijbom och Göteborgs-Postens ansvarige utgivare Lars Hjörne dömdes till vardera 20 dagsböter för brott mot upphovsrätten, samt ett skadestånd på 2001 kronor där 2000 kronor var ersättning för artikeln och 1 krona var ersättning för det lidande Oskarson fått utstå. Det hela ledde till att Mats Johansson fick avgå som chef och två år senare blev Oskarson chef för den nystartade Folkteatern i Gävleborg som byggdes upp enligt liknande idéer.
2009 regisserade han operan Livläkarens besök på Det Kongelige Teater i Köpenhamn med bland andra Johan Reuter, Elisabeth Jansson och Gitta-Maria Sjöberg. Under 2010 inledde han även projektet "Heliga dårar" med produktionen Den helige gycklaren Franciskus av Dario Fo. 2015 regisserade han den stora satsningen på Goethes Faust i Gasklockorna i Gävle med bland annat musikern Moto Boy. 

### Kontrovers om Oskarsons anställningsvillkor
2004 uppmärksammade Svenska Dagbladet att Folkteatern i Gävleborg fick högre subvention per biljett än Dramaten och att Oskarsons anställningsvillkor på Folkteatern i Gävleborg innebar att han förutom grundlön fick särskilt betalt när han regisserade eller medverkade på scen. Svenska Dagbladet uppmärksammade också att Folkteatern i Gävleborg under en månad anställt Oskarsons då 18-årige son som regiassistent och försett Oskarson med en övernattningslägenhet i Gävle, åtta veckors semester samt guldkort på SJ. Ersättningen för regiuppdrag från teatern utbetalades inte som lön utan gick till ett bolag som Oskarson ägde. Oskarson ansåg att tidningens reportage innehöll flera felaktigheter och anmälde tidningen till Pressens opinionsnämnd, som friade tidningen. Uppmärksamheten ledde till att Skatteverket inledde en revision av Oskarsons anställningsvillkor, vilket i sin tur ledde till att han dömdes att betala 780 000 kronor i tillkommande skatt. Folkteaterns styrelse gav under processen Oskarson sitt fulla stöd och hänvisade till att hans avtal godkänts av Landstinget i Gävleborg och dess revisorer. Oskarsson avgick som teaterchef för Folkteatern 2006 i samband med domen men har återkommit som frilansande regissör.

## Familj
Peter Oskarson har varit gift med Gunilla Kindstrand och tillsammans har de fem barn. Han har därefter gift sig med Sofie Livebrant, och de har tillsammans en dotter.

## Utmärkelser
Oskarson har bland annat tilldelats Alf Sjöberg-priset, Svenska Akademiens teaterpris 1989, Olof Högberg-plaketten 1990, Expressens teaterpris och Svenska Dagbladets Thaliapris 1990, Gävle kommuns kulturpris 1990, Landstinget Gävleborgs kulturpris 1990, Kvällspostens Thaliapris 1994, Ljusdalspostens kulturpris 1996, Ljusdals kommuns kulturstipendium 1997, Hembygdsförbundets Kulturhammare 2000, Sture Linnér-priset 2002, Gefle Dagblads kulturpris 2004, Einar Hansens kulturstipendium 2009.

## Regi
- 1967 – Sock! Bang! Svisch! Smack! Vroom! – Lars Forssell Teater 7
- 1968 – Alla mot en – Martha Vestin/Tom Lagerborg Teater 7
- 1971 – Vicke Viking – Brecht Sommarteatern
- 1972 – Don Juan – Molière/Brecht Sommarteatern
- 1973 – Harlekin, två herrars tjänare – Goldoni Sommarteatern
- 1974 – Läkare mot sin vilja – Molière Skånska Teatern
- 1975 – Röda Nejlikans Triumf – Mark/Oskarson Skånska Teatern
- 1975 – Göran och draken – Oskarson Skånska Teatern
- 1975 – Teater de' e' skoj de' – Oskarson Skånska Teatern
- 1975 – En doft av Landskrona – revy Skånska Teatern
- 1976 – Jeppe på berget – Holberg Skånska Teatern
- 1976 – Anna-Lenas friare – Wahlberg Skånska Teatern
- 1977 – Maria från Borstahusen – Mary Andersson, Skånska Teatern
- 1977 – Sacco och Vanzetti – Walter Dickson, Skånska Teatern
- 1978 – Pariserliv – Jacques Offenbach/Göran O Eriksson Teaterhögskolan i Göteborg
- 1978 – Haren och Vråken – Lars Forssell, Skånska Teatern
- 1978 – Modern – Brecht Skånska Teatern
- 1979 – En midsommarnattsdröm – Shakespeare Skånska Teatern
- 1980 – Don Quijote och Sancho Panza – Cervantes/Michail Bulgakov Skånska Teatern
- 1981 – Marionetter – Rosenberg/Benavente, Operan
- 1981 – Sagan om den övergivna dockan – Sastre/Brecht Skånska Teatern
- 1982 – På jorden knappt leva vi få, tre pjäser – Rudolf Värnlund Skånska Teatern
- 1982 – The Dreamplay – Strindberg, Intiman, Seattle, USA
- 1983 – Il fanatico burlato – Cimarosa, Drottningholmsteatern
- 1983 – Tre systrar – Tjechov, Folkteatern i Gävleborg
- 1984 – Makten och ärligheten – Lars Forssell, Folkteatern i Gävleborg
- 1985 – Ett drömspel – Strindberg, Folkteatern i Gävleborg
- 1983 – Kanonpjäsen – Kullenberg, Folkteatern i Gävleborg/Norrsundets arbetarteater
- 1985 – Vi betalar inte, vi betalar inte! – Dario Fo, Folkteatern i Gävleborg
- 1985 – Den goda människan från Sezuan – Brecht, Folkteatern i Gävleborg
- 1986 – Den ludna gorillan – Eugene O'Neill, Folkteatern i Gävleborg
- 1987 – Drottningens juvelsmycke av Carl Jonas Love Almqvist, Dramaten
- 1987 – Dödens Flotte – Mueller Radioteatern
- 1988 – Den stora vreden – Olof Högberg, Valsverket Iggesund
- 1989 – Amledo – Shakespeare, Folkteatern i Gävleborg
- 1990 – Trollflöjten – Mozart/Emanuel Schikaneder, Staatsoper Stuttgart
- 1993 – Dibbuk – AnSki, Orionteatern
- 1994 – Dagning röd – Bengt Pohjanen, Norrbottensteatern
- 1994 – Rigoletto – Verdi, Malmö Musikteater
- 1995 – Bländverk – Pierre Corneille/Forssell, Dramaten
- 1996 – Drömmarnas barn – Margareta Ekarv, Radioteatern
- 1996 – En midsommarnattsdröm – Shakespeare, Teaterhögskolan/Orionteatern/Hälsinglands Träteater
- 1996 – Ingen som jag, Hälsinglands Träteater
- 1996 – Stjärnspelet – trad. Stiftelsen Helsingegården
- 1997 – Verket – Magnus Dahlström, Orionteatern
- 1997 – Henrik IV, Folkteatern i Gävleborg
- 1997 – Det var en gång en jul – trad. Radio Gävleborg
- 1998 – På vägen till havet – Niklas Rådström, Orionteatern och Folkteatern i Gävleborg
- 1998 – Tre systrar – Tjechov Folkteatern i Gävleborg / Göteborgs stadsteater
- 1998 – Luci mie traditrici – Sciarrino, Wiener Festwochen/Schwetzinger Festspiele
- 1999 – Och sanden ropar – Henning Mankell, Orionteatern
- 1999 – Trollflöjten – Mozart/Emanuel Schikaneder, Hälsinglands Träteater
- 1999 – Östan om sol, västan om månen, Världsteaterprojektet
- 2000 – Den underbare trollkarlen från Oz, Hälsinglands Träteater
- 2001 – Gute Miene Böses Spiel – Wiener Festwochen/Schwetzinger Festspiele
- 2001 – Orestien – Aischylos/Hughes/Forssell, Folkteatern i Gävleborg
- 2002 – Sånger till Vargskinnet – Kerstin Ekman, Hälsinglands Träteater
- 2004 – Allt rör sig! – Brecht, Hälsinglands Träteater
- 2005 – Livet och elektromagnetismen Hälsinglands Träteater
- 2005 – La Forza del Destino – Verdi, Nationaltheater Mannheim
- 2006 – Maskeradbalen – Verdi, Malmö Musikteater
- 2006 – Bröderna Karamasov – Crane/Dostojevskij, Folkteatern i Gävleborg
- 2007 – Tre systrar – Tjechov, Teaterhögskolan i Stockholm
- 2007 – Färden till Västern – Wu Cheng`en/Zimmerman, Månteatern
- 2008 – Låt kärleken växa – Thomas Di Leva. Turné i Sverige
- 2009 – Livläkarens besök – Bo Holten/P O Enquist, Det Kongelige Teater, Köpenhamn
- 2010 – Den Helige Gycklaren Franciskus – Dario Fo Heliga Dårar i Katarina, Folkteatern i Gävleborg
- 2010 – Näktergalen – H C Andersen, Teater Fenix
- 2011 – Drömkvädet – Sven Kristersson och Tina Quartey
- 2011 – Bröderna Karamazov – Crane/Dostojevskij, Stockholms stadsteater
- 2011 – De Onda – Niklas Rådström, Heliga Dårar i Katarina
- 2011 – Livläkarens besök – Bo Holten/P O Enquist, Det Kongelige Teater Köpenhamn
- 2015 – Faust – J W Goethe, Folkteatern i Gävleborg
- 2016 – Utvandrarna, Västmanlands Teater
- 2017 – Romeo och Julia – Shakespeare, Helsingborgs stadsteater
- 2017 - På en kulle i Wales, Benhusets Alkemiska Teater
- 2018 - Pinochio, Petesgården, Gotland
- 2019 - Schlagt sie Tot!, Malmö Opera
- 2020 - Giedtine, vem äger vinden? En samisk kritcirkel. Sydsamiska Teatern och Teater Nordland
- 2021 - Perikles och hans dotter Marina, Folkteatern i Gävleborg
- 2022 – Livets bok, opera av Sven David Sandström och Niklas Rådström. Uruppförande Norrköpings Symfoniorkester
- 2023 – Allaq Sydsamiska Teatern och Turnéteatret i Verdal

## Skådespelaruppgifter
- 1964 – Valentin i Mary Poppins, Radioteatern
- 1964 – Mästerdetektiven Blomkvist, Malmö stadsteater
- 1966 – Pojken i I väntan på Godot, Malmö stadsteater
- 1967 – Piccolon i Vita hästen, Malmö stadsteater
- 1967 – Lex Luthor i Sock! Bang! Svisch! Smack! Vrooom!, Teater 7 Malmö
- 1969 – Sonen i En episod under boxarupproret i Kina, TV-teatern
- 1969 – Lucius i Julius Caesar, Malmö stadsteater
- 1971 – Maceath i Tolvskillingsoperan, Sommarteatern
- 1973 – Smirnov i Björnen av Tjechov, Skånska Teatern
- 1974 – Sångaren i Läkare mot sin vilja, Skånska Teatern
- 1975 – Brodern m.fl. i Den kaukasiska kritcirkeln, Skånska Teatern
- 1976 – Kurt i Täppan av Frans X. Kroetz, Skånska Teatern
- 1993 – Mannen i Dibbuk, Orionteatern
- 2001 – Körledaren i Orestien, Gasklockorna Gävle
- 2003 – Trollkarlen i Den underbare trollkarlen från Oz, Gasklockorna Gävle
- 2004 – Arnolphe i Äktenskapsskolan, Hälsinglands Träteater
- 2005 – Galileo Galilei i Allt rör sig, Gasklockorna Gävle
- 2006 –  Ivan i Bröderna Karamasov, Gasklockorna Gävle
- 2007 – Kejsaren/Berättaren i Färden till Västern, Månteatern Lund
- 2008 – Mannen i Gå genom ett berg av Niklas Rådström, Teater Brunnsgatan fyra Stockholm
- 2009 – Reverdil i Livläkarens besök, Det Kongelige Teater Köpenhamn
- 2010 – Den helige gycklaren Franciskus, Katarina Kultur, Stockholm
- 2012 – Bogdan Strindberg i Ett Drömspel, Barnens underjordiska scen Stockholm
- 2023 – Regissören I After the War, ett ukrainskt teaterprojekt. Kontempel

## Dramatik/Översättningar
- 1979 – En midsommarnattsdröm, Shakespeare. Översättning tillsammans med Jan Mark.
- 1980 – Don Quijote, Cervantes/Bulgakov. Översättning tillsammans med Jan Mark/Göransson.
- 1981 – Historien om den övergivna dockan. Översättning tillsammans med Jan Mark.
- 1987 – Drottningens juvelsmycke, dramatisering
- 1990 – Amledo, Shakespeare. Översättning tillsammans med Jan Mark.
- 2000 – Den underbare trollkarlen från Oz, dramatisering.
- 2005 – Livet och elektromagnetismen.
- 2006 – Bröderna Karamasov. Översättning tillsammans med Jan Mark.
- 2007 – Färden till Västern. Översättning tillsammans med Jan Mark.
- 2015 – Faust Goethe. Översättning tillsammans med Jan Mark och i samarbete med Tomas Forser, Mia Törnqvist och Per Holm
- 2016 –Wi mötas åtar – ett drömspel i lägret  en dramatisering efter Vilhelm Mobergs Utvandrarna, tillsammans med Mia Törnqvist.
- 2017 – Romeo och Julia. Shakespeare. Översättning tillsammans med Jan Mark.
- 2020 – Giedtine, vem äger vinden? En samisk kritcirkel. Översättning av Klabunds tyska version och bearbetning tillsammans med Cecilia Persson.
- 2021 – Perikles och hans dotter Marina. Shakespeare. Översättning i samarbete med Gro Oskarson Kindstrand och Jan Mark (sångtexter).
- 2021 – Stormen. Shakespeare. Översättning i samarbete med Mika Oskarson Kindstrand och Jan Mark (sångtexter)
- 2022 – Vintersagan. Shakespeare. Översättning. Sångtexter: Jan Mark.

## TV/Film
- 1980 – En midsommarnattsdröm Sveriges Television
- 1981 – Marionetter Sveriges Television
- 1982 – Sagan om den övergivna dockan Sveriges Television
- 1983 – Il fanatico burlato Sveriges Television
- 1983 – Hej du himlen! – Agneta Pleijel, TV-teatern Sveriges Television
- 1997 – Kung Lear, Sveriges Television
- 1999 – Ingen som jag – Margareta Ekarv, Sveriges Television
- 2010 – The Visit of the Royal Physician DVD